# Fort Teremba
 (octobre 2018).
Le Fort Téremba est un ancien pénitencier de Nouvelle-Calédonie, situé non loin de Moindou sur la côte ouest de la Grande Terre.

## Historique
La construction d’un fort militaire et d’un bagne le long de la baie d’Uarai débute en 1871, à la demande du gouverneur Gaultier de la Richerie qui envoie sur place un contingent de vingt-cinq condamnés, encadrés de deux surveillants et de trois gendarmes. Le camp prend le nom de fort Teremba, par référence à l’îlot Teremba qui se trouve au milieu de la baie d’Uarai. Un véritable petit village se crée autour du camp, on y trouve un bureau d’état civil, une bibliothèque, une église, une école, un bureau de poste, un télégraphe. Il faut y ajouter d’une part les locaux nécessaires à la vie pénitentiaire : cellules, cuisines, loges des surveillants et les constructions liées aux besoins militaires : poudrerie, tour de guet, mur d’enceinte. En 1872, le gouverneur autorise l’implantation de colons libres ; c’est ainsi que les premiers Alsaciens-Lorrains s’installent à Moindou en 1873.
Après la révolte de 1878, le fort militaire est réaménagé et renforcé pour servir de blockhaus et de refuge éventuel. Afin de contrecarrer la puissance de l’administration coloniale, le gouverneur Pallu de la Barrière décide par la suite d’employer les bagnards à la construction de routes et d’infrastructures. En 1885, la garnison militaire quitte finalement le site de Teremba. En 1898, le gouverneur Feillet fait arrêter l’envoi de condamnés. La direction de Teremba est transférée sur Fo Gacheu, puis l’ensemble est abandonné en 1908.

### Valorisation à titre patrimonial

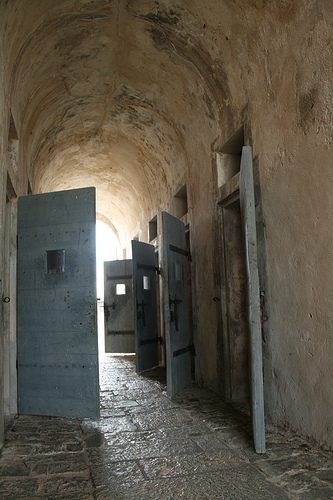
Cellules dans le fort.

Après avoir longtemps été laissé à l’abandon, le fort Téremba a finalement été réhabilité grâce à l’action de l’association locale Marguerite. Le bâtiment principal a été reconstruit et abrite une exposition permanente sur l’histoire du fort. Les cellules de prisonniers sont illustrées d’un parcours avec projections sonorisées. La tour de guet et le mur d’enceinte ont également été restaurés. Le bâtiment a été classé au titre des monuments historiques en 1989.

## Fonctions actuelles
Aujourd'hui, le Fort Téremba est un centre d'interprétation du patrimoine pénitentiaire et militaire, il accueille près de 5000 touristes par an, à quoi s'ajoutent les visites des scolaires. Tous les ans au mois de novembre, un spectacle son et lumière retraçant des scènes de vie de l’époque, attire 5000 spectateurs.
Entre 1996 et 1999, des volontaires du C.H.A.M ont participé à la restauration du fort.
Le Fort Téremba est également la demeure officielle du Blackwoodstock Rock & Arts Festival. Ce festival de musique et d'arts accueille en septembre des milliers de festivaliers qui viennent y découvrir de nombreux artistes locaux tels qu'Analkholic (2013, 2016), Botox (2016, 2017), King Biscuit Time (2016, 2017), Leäk (2013-2017) et internationaux, tels que Charlélie Couture (2016), les Wampas (2017) ou les Dandy Warhols (2017).
Le fort s'est équipé en conséquence ; des gradins ont été construits en 2016. 

## Philatélie
Le fort figure sur un timbre de l'OPT de 1989, dont la légende mentionne l'association Marguerite.